# استوندون
استوندون (به انگلیسی: Stondon) یک روستا و محله مدنی در بریتانیا است که در Central Bedfordshire واقع شده‌است. استوندون ۱٬۸۲۱ نفر جمعیت دارد.